# Richard Harmon
Pour les articles homonymes, voir Harmon.
Richard Harmon, né le 18 août 1991 à Mississauga, en Ontario, est un acteur canadien. 
Il se fait connaître grâce au rôle de John Murphy dans la série télévisée américaine post-apocalyptique Les 100 en 2014.

## Biographie

### Jeunesse et débuts
Richard Harmon est le fils du réalisateur Allan Harmon et de la productrice Cynde Harmon. C’est donc tout naturellement, à l’âge de onze ans, en 2002, que le jeune Canadien commence sa carrière sur le petit écran, grâce à sa participation à la fiction post-apocalyptique Jeremiah,.

### Carrière
En 2013, il rejoint la distribution principale de la série télévisée à succès Les 100, dans le rôle de John Murphy. La série est diffusée depuis le 19 mars 2014 sur le réseau The CW.
En 2018, il tourne dans le thriller I Still See You de Scott Speer, aux côtés de Bella Thorne et Dermot Mulroney.

### Vie privée
Richard Harmon a une sœur aînée, Jessica, née en 1985 et également actrice (elle tient le rôle de Niylah dans la série télévisée Les 100).
Il est en couple avec Sarah Dugdale, une actrice canadienne. Elle est connue pour avoir joué dans, Virgin River, In the Shadow of the Moon et Lycéenne parfaite pour crime parfait.
Il est fan de football américain et plus particulièrement de l'équipe Notre Dame Fighting Irish[réf. nécessaire].

## Filmographie

### Longs métrages
- 2010 : Percy Jackson : Le Voleur de foudre : figurant à l'école Yancy
- 2010 : Triple Dog de Pascal Franchot : Stephan
- 2011 : Judas Kiss de J.T. Tepnapa : Daniel « Danny » Reyes Jr.
- 2012 : Rufus de Dave Schultz : Clay
- 2012 : Grave Encounters 2 de John Poliquin : Alex Wright
- 2013 : Forever 16 de George Mendeluk : Jared
- 2013 : Evangeline de Karen Lam : Michael Konner
- 2013 : La Légende de l'Épouvantail : Tyler
- 2015 : Adaline de Lee Toland Krieger : Tony
- 2015 : La Chambre maudite de Peter DeLuise : William Carson
- 2015 : La Créature des Ombres : Seth
- 2018 : Woodland de Jon Silverberg : Jake
- 2018 : The Clinic de Darrell Wheat : Reid
- 2018 : I Still See You de Scott Speer : Kirk Lane
- 2019 : Puppet Killer de Lisa Ovies : Rick
- 2020 : Darkness Falls de Julien Seri : Adam Witver
- 2020 : The Return de BJ Verot : Rodger Emmerlich
- 2021 : A Cinderella Story: Starstruck : Kale
- 2022 : Margaux : Clay
- 2025 : Destination finale : Bloodlines (Final Destination Bloodlines) de Zach Lipovsky et Adam B. Stein : Erik Campbell

### Télévision

#### Téléfilms
- 2012 : Enceinte avant la fac : Aaron
- 2012 : L'Arbre à souhaits : Andrew Breen
- 2013 : Les Yeux de l'amitié : Alex Taylor
- 2014 : La Chambre maudite : William Carson
- 2014 : Dernier Noël avant l'Apocalypse (Christmas Icetastrophe) : Tim Ratchet
- 2015 : L'Intuition d'une mère : Seth
- 2021 : V.C. Andrews' Landry Family, épisode Un nouvel éclat (Pearl in the Mist)[6] : Louis Clairborne
- 2022 : Game, Set, Love : William Campbell

#### Séries télévisées
- 2010 : Tower Prep : Ray Snider (6 épisodes)
- 2010 : Caprica : Tad Thorean (2 épisodes)
- 2010 : Fringe : l'adolescent faisant la manche (ép. 2.18)
- 2011-2012 : The Killing : Jasper Ames (6 épisodes)
- 2011-2012 : The Secret Circle : Ian (2 épisodes)
- 2012-2015 : Continuum : Julian Randol (25 épisodes)
- 2013 : Bates Motel : Richard Sylmore (4 épisodes)
- 2014-2020 : Les 100 : John Murphy
- 2019 : Van Helsing  : Max (ép. 4.3-5-6)
- 2022 : Fakes : Tryst
- 2022 : GenZeroes : Viggo
- 2023 : The Night Agent : Elliot Rome, théoricien du complot
- 2023 : Flash : Owen Mercer / Captain Boomerang (saison 9 - 5 épisodes)
- 2023 : Good Doctor : Eddie Richter (saison 6 - épisode n°20)

## Distinctions

### Récompenses
- Leo Awards 2011 : Meilleur acteur dans un programme ou une série pour enfants ou pour la jeunesse pour L'Heure de la peur (épisode Nightmare Inn)
- Leo Awards 2013 : Meilleur second rôle masculin dans une série télévisée pour Continuum
- Whistler Film Festival 2018 : Stars to Watch pour Woodland (partagé avec 4 autres acteurs)
- Anaheim International Film Festival 2019 : Platinum Hattie de la meilleure distribution pour Puppet Killer
- Leo Awards 2020 : Meilleur acteur invité dans une série télévisée pour Van Helsing
- New York City Horror Film Festival 2020 : Meilleur acteur pour The Return
- Leo Awards 2021 : Meilleur second rôle masculin dans une série télévisée pour Les 100

### Nominations
- Canadian Screen Awards 2013 : Meilleur acteur dans un programme ou une série pour enfants ou pour la jeunesse pour Les Yeux de l'amitié
- Leo Awards 2014 : Meilleur acteur dans un long-métrage pour Les Yeux de l'amitié
- Leo Awards 2015 : Meilleur acteur dans une série télévisée pour Les 100 (épisode We Are Grounders, part 1)
- Leo Awards 2016 : Meilleur acteur dans un téléfilm pour L'Intuition d'une mère
- Leo Awards 2018 : Meilleur acteur dans une série télévisée pour Les 100 (épisode God Complex)
- Leo Awards 2019 : Meilleur acteur dans un film pour Woodland
- Leo Awards 2020 : Meilleur second rôle masculin dans une série télévisée pour Les 100
- Leo Awards 2021 : 
  - Meilleur second rôle masculin dans un film pour Darkness Falls
  - Meilleur acteur dans un téléfilm pour V.C. Andrews' Landry Family

## Voix françaises
| - Olivier Podesta dans : - Continuum (série télévisée) - Dernier Noël avant l'Apocalypse (téléfilm) - Adaline - Margaux - Alexis Tomassian dans : - Caprica (série télévisée) - Bates Motel (série télévisée) - Les 100 (série télévisée) - Destination finale : Bloodlines | Et aussi - Thibaut Delmotte dans Tower Prep (série télévisée) - Dimitri Rougeul dans The Killing (série télévisée) - Gauthier Battoue dans Les Yeux de l'amitié (téléfilm) - Adrien Antoine dans Cinquante Nuances plus claires - Brieuc Lemaire dans I Still See You - Thomas Sagols dans X-Men: Dark Phoenix - Julien Bouanich dans Les Malheurs de Ruby : Un nouvel éclat (téléfilm) - Jim Redler dans Fakes (série télévisée) - Clément Moreau dans Tracker (série télévisée) |